# Document de La Mecque
Le Document de La Mecque (وثيقة مكة) est un pacte signé le 20 octobre 2006 (29 Ramadan 1426) entre des religieux chiites et sunnites irakiens à La Mecque sous l'égide de l'Organisation de la conférence islamique (OCI) sur la base des versets du Coran et des propos du prophète Mahomet.
Le document qui comporte dix points appelle notamment à l'arrêt de l'effusion de sang musulman durant la guerre d'Irak. Le document prévoit également « la sauvegarde des lieux de culte des musulmans et des non-musulmans », « la défense de l'unité de l'Irak et de son intégrité territoriale », la « libération des innocents enlevés ainsi que des otages musulmans ou non musulmans » et, à « permettre aux personnes déplacées de réintégrer leur lieu d'origine ». Le document appelle aussi à soutenir « tous les efforts et toutes les initiatives visant à réaliser l'unité nationale, la sécurité et la paix en Irak ».
Le grand ayatollah Ali Sistani n'a pas souhaité se faire représenter à cette rencontre mais a toutefois fait savoir qu'il la soutenait. Outre l'absence d'un délégué de l'ayatollah Sistani, le dirigeant chiite, Moqtada al-Sadr, a boudé la rencontre.
Des représentants du Premier ministre irakien Nouri al-Maliki ont assisté à la signature. À cette occasion, Ekmeleddin İhsanoğlu le secrétaire général de l'OCI, déclare « Ce document est à effet immédiat (...) Nous espérons que les autorités (religieuses) et les dignitaires diffuseront son message dans les mosquées (...) et que les médias locaux feront en sorte qu'il atteigne l'ensemble des Irakiens » .